# Jaime Casellas
Jaime de Casellas o Cassellas (Valls, 8 ottobre 1690 – Toledo, 27 aprile 1764) è stato un compositore spagnolo.
Nel 1715, anno in cui risultava già essere maestro de capilla (maestro di cappella a Granollers, fu designato nel succedere a Louis Serra nella medesima posizione presso la chiesa di Santa Maria del Mar di Barcellona. Alcuni anni più tardi, il 13 novembre 1733 prese servizio come maestro della Cattedrale di Toledo, carica precedentemente tenuta da Miguel de Ambiela. Per quasi tre decenni fu qui attivo sia come direttore, che come compositore e insegnante di musica. Nel 1762 si ritirò a causa di una malattia.
Casellas fu nella sua epoca uno dei compositori spagnoli più prolifici e fu elogiato in vita per la sua abilità. I lavori prodotti a Santa Maria del Mar sono tutti andati perduti, mentre ne sopravvive una parte di quelli composti successivamente, i quali sono tutti raccolti in 11 volumi: si tratta principalmente di villancicos, tonos, tonedillas e altra musica sacra in latino (messe, mottetti e salmi). Egli fu un tenace difensore della tradizione della musica sacra spagnola; a causa di questa sua presa di posizione radicale criticò aspramente nel 1755-7 un madrigale a quattro voci di Josep Duran, il quale seguiva lo stile della musica napoletana dell'epoca, e nel 1762 il trattato Llave de la modulación di Antonio Soler.
| Controllo di autorità | VIAF (EN) 86828765 · ISNI (EN) 0000 0000 7245 9292 · CERL cnp01203021 · GND (DE) 139790829 · BNE (ES) XX1125175 (data) |